# Storstensbådan, Malax
Storstensbådan är en ö i Finland. Den ligger i Norra kvarken och i kommunen Malax i den ekonomiska regionen  Vasa i landskapet Österbotten, i den västra delen av landet. Ön ligger omkring 25 kilometer väster om Vasa och omkring 370 kilometer nordväst om Helsingfors.
Öns area är 48 hektar och dess största längd är 1 kilometer i nord-sydlig riktning.